# Lakarka
Lakarka è una suddivisione dell'India, classificata come census town, di 6.962 abitanti, situata nel distretto di Dhanbad, nello stato federato del Jharkhand. In base al numero di abitanti la città rientra nella classe V (da 5.000 a 9.999 persone).

## Geografia fisica
La città è situata a 23° 47' 02 N e 86° 17' 43 E.

## Società

### Evoluzione demografica
Al censimento del 2001 la popolazione di Lakarka assommava a 6.962 persone, delle quali 3.648 maschi e 3.314 femmine. I bambini di età inferiore o uguale ai sei anni assommavano a 1.163, dei quali 569 maschi e 594 femmine. Infine, coloro che erano in grado di saper almeno leggere e scrivere erano 3.761, dei quali 2.428 maschi e 1.333 femmine.